# Rogowscy herbu Nabram

Herb Nabram

Rogowscy herbu Nabram – polski ród szlachecki wywodzący się z ziemi krakowskiej.
Rogowscy osiedlili się w województwie krakowskim, mieli przydomek Pielsz. Byli jednego pochodzenia z Porębskimi herbu Nabram.

## Etymologia nazwiska
Nazwisko Rogowskich ma charakter odmiejscowy, zapewne pochodzi od nazwy miasta, z którego się wywodzili lub nazwy gminy .

## Historia
W 1524 roku poznajemy nieznanego z imienia Rogowskiego, starostę opoczyńskiego, który dostał rozkaz od króla Zygmunta I, aby ten zbierał Małopolan przeciwko Tatarom.
Jakub Rogowski, pisarz grodzki radomski pojawia się w metryce koronnej z 1625 roku.
Kazimierz Rogowski, towarzysz znaku pancernego i poseł, a także Felicjan Rogowski byli elektorami króla w 1764 roku z księstwa oświęcimskiego.
Do rodu Rogowskich należał niejaki Zygmunt, o którym dowiadujemy się w 1700 r., pełni on wówczas urząd stolnika parnawskiego. Żona Zygmunta, Barbara Morska, powiła syna Stanisława.  
Inny z Rogowskich, Krzysztof, był burgrabią krakowskim w latach 1735–1740 r., a Julian Rogowski (syn Antoniego Rogowskiego oraz wnuk Dominika i Józefy Brzeskiej) był generałem adiutantem królewskim w 1775 roku, dziedziczył wieś o nazwie Lasemin.